# التغير المناخي في الصين

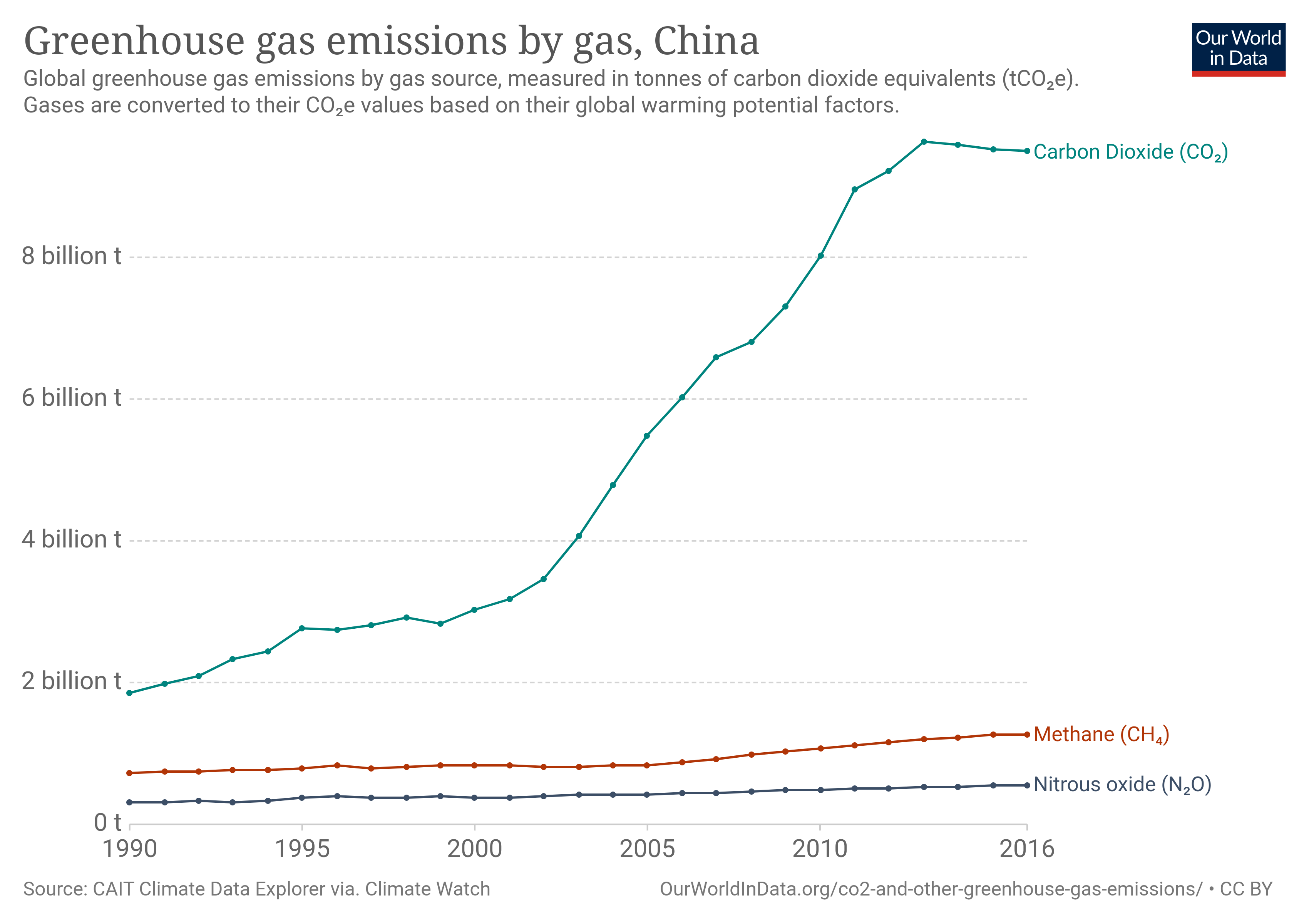

يؤثر التغير المناخي في الصين بشدة على الاقتصاد والمجتمع والبيئة. تسبب أسلوب تنظيم الطاقة والأنشطة البشرية في الاحتباس الحراري والتغير المناخي، وعانت الصين من الآثار السلبية للاحتباس الحراري في الزراعة والغابات ومصادر المياه. 

## الوضع الحالي
رصدت الصين معدلًا لزيادة متوسط درجة حرارة الأرض بمقدار 0.24 درجة مئوية لكل عقد منذ 1951 حتى 2017، متخطيةً المعدل العالمي. كان متوسط الهطول في الصين 641.3 ملليمتر في 2017، وهو أعلى بنسبة 1.8% من متوسط الهطول في الأعوام السابقة. كان الارتفاع في مستوى البحر 3.3 مللي متر/عام منذ 1980 حتى 2017. كانت هناك زيادة سنوية في تركيزات ثاني أكسيد الكربون منذ 1990 حتى 2016. كانت المتوسطات السنوية لتركيز ثاني أكسيد الكربون والميثان وأكسيد النيتروز في الغلاف الجوي في محطة وانليجوان 404.4 جزء في المليون و1907 جزء في المليون و 329.7 جزء في المليون على حدة في 2016، وهو أعلى قليلًا من متوسط التركيز العالمي في 2016.

### الرأي العام
طبقًا للتقرير الوطني الصيني لفهم التغير المناخي والتعرف عليه الصادر عن برنامج اتصالات التغير المناخي الصيني، فقد دعم 94% من الأشخاص الذين أُجريت معهم المقابلة الاستجابة لاتفاقية باريس، دعم 96.8% أيضًا التعاون الدولي بخصوص التغير المناخي العالمي، ورغب أكثر من 70% في شراء المنتجات صديقة البيئة. دعم 98.7% من المُقابلين تقديم التعليم بشأن التغير المناخي في المدارس. اهتم غالبية المستجيبين بتلوث الهواء الذي تسبب فيه التغير المناخي. شمل الاستطلاع 4025 عينة.
أظهر الاستطلاع أن المواطنين الصينيين اتفقواعلى أنهم يواجهون التغير المناخي، وأنه يرجع إلى الأنشطة البشرية. إضافةً إلى ذلك، يعتقد غالبية الصينيين أن الإجراءات الفردية المتعلقة بتغير المناخ يمكن أن تجدي نفعًا. على الرغم من أن الحكومة ما زالت تُعتبر الكيان الأول المسؤول عن التعامل مع التغير المناخي. إذا اتخذت الحكومة إجراء ما، قد تكون السياسات المالية والضريبية فعالة.

### موقف الحكومة
لم يمثل التغير المناخي أولوية بالنسبة للصين حتى وقت قريب، عندما ارتقت تلك القضية إلى المستوى الأعلى. الصين بصفتها دولة مركزية ليست نظامًا فيدراليًا، كما يُظهِر هيكلها الهرمي النمطي. على سبيل المثال، تتخذ الحكومة المركزية القرارات وتطبقها الحكومات المحلية. ونتيجة لذلك، تُفرض القيود على الحكومات المحلية ويُقيم أداؤها من الحكومات المركزية. يتطلب حل المشاكل البيئية مثل التغير المناخي استثمارات مالية طويلة الأمد، إضافة إلى الموارد والوقت. يُعتقد أن تلك الجهود ستضر بالنمو الاقتصادي، الذي يتمتع بأهمية خاصة في ترقية المسؤولين الحكوميين المحليين. وبسبب ذلك لا تساهم الحكومات المحلية في مناقشة تلك القضية.
تغيرت مواقف الحكومة الصينية تجاه التغير المناخي، خاصة فيما يتعلق بدور الصين في تحركات التغير المناخي، التي تغيرت بشكل واضح في السنوات الأخيرة. تاريخيًا، اعتُبر التغير المناخي مشكلة خلقتها الدول الصناعية وهي من يجب عليها حلها، وفي 2015، صرحت الصين بأنها تدعم مبدأ «المسؤوليات المشتركة لكن المتباينة»، الذي ينص بأنه طالما أن الصين ما زالت في طريقها إلى النمو، فإن قدراتها وصلاحياتها لتقليل الانبعاثات ستكون أقل من الدول المتقدمة. 
مؤخرًا حثت الحكومة الصينية الدول على الاستمرار في دعم اتفاق باريس للمناخ، حتى بعد انسحاب الولايات المتحدة في 2017.

## تأثيرات التغير المناخي
عانت الصين وسوف تعاني من بعض آثار الاحتباس الحراري بما فيها ارتفاع مستوى البحر وانحسار الجليد وتلوث الهواء. 
تقضي الآثار المترتبة على التغير المناخي بالعديد من الإخفاقات الخطيرة فيما يتعلق بالصحة العالمية، وتعيق التطور الاقتصادي في العديد من المناطق حول العالم، مؤثرة على البلاد في العديد من الأصعدة لا من الناحية البيئية فحسب. كما هو الحال في الصين، سوف نرى التأثيرات على المستويين الاجتماعي والاقتصادي.  
صدر التقييم المحلي الأول من الصين بخصوص التغير المناخي العالمي في الألفينات بواسطة وزارة العلوم والتكنولوجيا (MOST)، ذاكرًا أن الصين تعاني بالفعل من الآثار البيئية للتغير المناخي: زيادة درجة حرارة سطح الأرض والمحيط وارتفاع مستوى البحر. صرّح تشين داهي، الرئيس السابق لإدارة الأرصاد الجوية الصينية، أن درجات الحرارة في هضبة التبت ترتفع أسرع بمقدار أربعة أضعاف من أي مكان آخر. ارتفاع مستوى البحر هو اتجاه منذر؛ لأن الصين لديها خط ساحلي طويل للغاية ومكتظ بالسكان، حيث توجد العديد من المدن الأكثر تطورًا من الناحية الاقتصادية مثل شنغهاي وتيانجين وجوانزو. قدرت البحوثات الصينية أن ارتفاع مستوى البحر بمقدار متر واحد سيغرق 92,000 كيلومتر مربع من الساحل الصيني، أي نزوح 67 مليون شخص.
كان هناك زيادة في وقوع الكوارث المتعلقة بالتغير المناخي أيضًا مثل الجفاف والفيضان، مع زيادة نطاقها. لتلك الأحداث عند وقوعها عواقب وخيمة على الإنتاجية، وتخلق مضاعفات خطرة على البيئة الطبيعية والبنية التحتية. يهدد ذلك حيوات المليارات من البشر، ويفاقم الفقر. 
علاوة على ذلك، سيزيد التغير المناخي من التوزيع غير العادل لموارد المياه في الصين. تساعد الزيادات الملحوظة في درجة الحرارة على مفاقمة النتح التبخري، ليتصاعد خطر نقص المياه اللازمة للإنتاج الزراعي في الشمال. على الرغم من تمتع الجزء الجنوبي من الصين بوفرة في الأمطار، تُفقد معظم المياه هناك نتيجة للفيضان. بينما تواجه الحكومة الصينية التحديات في إدارة التعداد السكاني المتزايد، قد يرهق الطلب المتزايد على المياه اللازمة للأنشطة الاقتصادية والسكان كاهل الحكومة. في الحقيقة، يمثل نقص المياه قلقًا كبيرًا في البلاد.
أخيرًا، قد يهدد التغير المناخي صحة البشر عبر تفشي الأمراض. بعد الفيضانات، على سبيل المثال، تصبح الأمراض مثل الكوليرا والإسهال أكثر انتشارًا. تلك الآثار قد تفاقم من تدهور المناطق الهشة بيئيًا حيث تتركز المجتمعات الفقيرة دافعةً الآلاف نحو الفقر.

### الزراعة
ظهرت الآثار السلبية التي تسبب فيها التغير المناخي على الزراعة. كان هناك زيادة في عدم استقرار الإنتاج الزراعي، والأضرار الخطيرة التي تسببت فيها درجات الحرارة المرتفعة والجفاف، وانخفاض الإنتاج والجودة في البراري. في المستقبل القريب، قد يؤدي التغير المناخي إلى آثار سلبية، تتسبب في انخفاض إنتاج القمح والأرز والذرة، إضافة إلى التغير في التوزيع الزراعي للإنتاج.

### الغابات والأنظمة البيئية الطبيعية الأخرى
يزيد التغير المناخي من حدود حزام الغابات ومعدلات الآفات والأمراض، وتقلل من المساحات المتجمدة على سطح الأرض، وتهدد بتقليل المناطق الجليدية في شمال غرب الصين. قد يزداد ضعف الأنظمة البيئية نتيجة للتغير المناخي في المستقبل.